# Rustem Mambietow
Rustem Ikramowicz Mambietow (ros. Рустем Икрамович Мамбетов; ur. 15 lipca 1973) – rosyjski zapaśnik walczący w stylu klasycznym. Zajął dziesiąte miejsce na mistrzostwach świata w 2002. Wicemistrz Europy w 2002 i trzeci w 2003. Triumfator igrzysk wojskowych w 1999. Piąty w Pucharze Świata w 2003.
Mistrz Rosji w 1999 roku.